# 资本结构
在金融学术语中，资本结构指公司透过债券（负债融资）、股票（权益融资）、混合债券等方式融资后，负债、权益占公司资本的构成的比例关系。对于公司来说，负债融资的资金计入公司总负债，权益融资获得资金成为股本计入所有者权益，所以公司资本结构的调整主要表现为对公司资本中债务构成，或者说“负债融资的比例”进行调整。这个指标通常是以公司的权益负债率，或者其他包含公司总负债账户的偿债指标如资本负债率、债务资产比率、财务杠杆率来衡量的。
- 权益负债率=总负债/总所有者权益[1]
- 资产负债率=总负债/(总负债+总所有者权益)
- 财务杠杆率=平均[2]总资产/平均总所有者权益

其中，资产为所有者权益（即资本）与负债的加总。
这些指标衡量了公司对负债融资的依赖程度。举例来说，一家资产总额为￥150,000的公司，其中有￥30,000元来自公司的权益融资，￥120,000元来自公司的负债融资。此时公司的权益比率为4.0，资本负债率为4.0，资产负债率为0.8，财务杠杆率为5.0。
现实世界中，由于融资工具种类的多样化，估计公司的资本结构往往要更加复杂。

## 完美市场中的资本结构
在给定条件的情况下，MM定理给出了两个重要的结论：公司的资本结构与公司价值无关（更确切地说，两者相互独立）；公司的权益融资成本等于公司的债务融资成本加上其财务风险的溢价，即Es=Ed+rp。其衍生的结论是指当公司的杠杆率上升时，投资者的风险会在债务融资和权益融资之间转换，但总的风险不变，因此也不存在风险溢价。
MM定理成立的条件如下：
- 完美市场假设；（没有交易成本、破产成本，完全信息）
- 公司和个人能够以相同的贴现率借入资金；
- 没有所得税；
- 公司的投资决策不影响公司的融资决策；

当MM定理放宽至存在所得税、存在债务风险的条件时，资本结构的变化会直接影响公司价值。公司负债带来的税盾效应使得负债融资比权益融资更加有效，此时只要公司的破产成本小于税盾效应带来的增值，负债越高，公司的价值越大。如果没有债务风险，则公司的最佳资本结构是100%负债融资，因为此时税盾效应最为明显。这个理论也被称为权衡理论，它解释了为何真实世界的公司多数倾向于负债融资而不是权益融资。

## 真实世界中的资本结构
逻辑上讲，如果完美市场假设下，公司资本结构与公司价值无关，那么不完美的市场，也就是真实世界，一定是导致两者相关的重要原因。通过放宽MM定理的假设以考察真实世界对公司资本结构、公司价值的影响，形成了如下理论。

### 权衡理论
权衡理论的认为在不完美的资本市场中，负债融资会比权益融资更有优势。但负债融资除了利息以外还存在其他融资成本：由于负债过度而导致投资者不愿投资的财务困境成本，和企业一旦破产清算带来的损失：破产成本。在这种条件下，企业融资成本存在边际效应。当负债融资带来的财务困境成本和破产成本的增加高于税盾效应带来的收益时，企业价值会下降；这种类似经济学上盈亏均衡点的存在，意味着公司可以通过权衡负债融资和权益融资占资本结构的比例来设计最优化的融资方案。现实世界中权衡理论可以通过考察不同企业间的权益负债比率差异得到验证，但是权衡理论不能解释同一个公司在不同时期权益负债率变化的原因。

### 融資順位理論
致力于从資訊不對稱（不完美訊息）带来的额外融资成本进行资本结构研究的理论被称为融資順位理論，它认为公司会根据資訊不對稱的程度、代理成本的高低，企业的融资方式可以分为通过公司自有资本进行的再融资：内部融资和从公司之外的经济实体获得融资的方式：外源融资；其中外部融资又称为权益融资和负债融资。在这些融资方式中，公司根据获取訊息的难度（最少努力原则）和代理成本的高度（最少阻力原则）确定公司的融资顺序。在这种条件下，资本结构不存在某个固定的债务比例为最优资本结构。
融資順位理論的研究结论是：公司通常会按照如下顺序选择融资方式：
- 内部融资，因为公司的管理者最清楚公司自有资金的来源，訊息获取最容易，且代理成本最小。
- 外部融资

在内部融资不能满足公司需要时，才会考虑外部融资。其顺序为：
- 负债融资
- 权益融资，因为与负债融资相比，权益融资意味着要引入更多地外部所有者，使得代理成本提高。

这一理论在Myers（1984）的发展下获得了较大发展，Myers坚持股权作为一种外部融资方式并不有效，因为市场相信管理者比投资者更清楚公司情况，因此外部融资会被投资者视为公司财务状况不佳，公司价值存在高估的的信号，其结果就是投资者对发行的新股给予较低的认购价格。

### 代理成本理论
在解释资本结构的理论中，有三种代理成本被认为与之相关：
- 资产替代效应：当债务资本比率上升时，管理者存在采纳更具风险的投资项目的激励，即便项目的NPV是负值。这是由于如果投资的项目取得成功，股票的持有者将从股价高企中获益；当项目失败时，债权人承担了全部的损失。即项目的采纳意味着公司价值有可能会降低，从而使得一部分福利从债权人转移到股票持有者手中。
- 投资不足现象：当负债存在风险时，债权人将从公司项目的收入中获得跟过的部分。因此管理者有可能拒绝NPV为正值的项目，即使这个项目能够增加潜在的公司价值。
- 自由现金流：未能归属于投资者的自由现金流部分，管理者都有将之控制并相机处理的激励，这种处理有时可能是好的，但同样有可能被管理者用于追求私利，如巩固自己在公司的地位或追求其他特权，从而使本可以投资于其他项目的自由资金减少，进而减少公司价值。

MM定理强调了公司的风险收益或损失会在股票持有者和债权人之间转移，因此随着债务资本比重的提升，债权人的监督成本随着增加，进而要求更高的利率以补偿其监督成本，这种代理成本在公司收益不变的情况下，要由股东承担；同时债务比率过高会导致股东价值的降低，因此在代理成本存在的条件下，股东往往与管理层存在委托-代理问题。

### 複雜資本結構
複雜資本結構（英語：Complex Capital Structure)，相對於簡單資本結構（英語：Simple Capital Structure) ，使用不同形式的證券，而不是僅僅依靠一類普通股。故此，具有複雜資本結構的公司可能擁有數種普通股類別的組合，且每一種都具有不同的投票權和股息率，例如：特別股。基於複雜資本結構之組織可在無董事會授權之情況下擴增其普通股之總量。
由複雜資本結構提供的各種證券通常被稱為稀釋性證券（英語：dilutive securities)，因為它們的傳播通常會導致公司每股盈餘（EPS）的減少。下降的程度在很大程度上取決於稀釋的百分比，取決於具體情況。
複雜資本結構的優勢在於，多種不同類別的證券常能吸引不同的投資者，而也能夠使公司較依賴單一類別普通股之公司更靈活的應對市場。複雜證券不僅限於外部投資者。事實上，稀釋性證券最典型的例子是支付給管理層的股票期權，促使他們以固定價格購買新發行的普通股。

### 其他理论
择时理论：行为金融学认为公司会倾向于在牛市时发行股票，避免在熊市时进行上市或权益再融资。这种理论认为资本结构是公司管理者选择融资时机的历史结果，这种由于累计“择时”导致的资本结构的变化被称为择时效应。
加速投资效应：在没有代理成本的情况下，存在杠杆效应的公司会选择加速投资以避免违约风险。

## 套利
针对公司资本结构的套利是指寻求通过同一公司发行的不同的融资工具间的价格差异进行买卖获利的行为。如一般债券和可转换债券之间，一般债券只能获得固定的票面利率和本金作为收益，但可转债可以通过观察公司的股票价格，适时选择转换为约定数量的股票套取差价，即可转债的价格是一般债券加上期权带来的额外收益，当额外收益存在时，投资者就能获得套利的机会。这种套利存在的根源是两种融资工具的定价方式：一些工具通过与公司达成的约定获得固定收益；另一些工具通过资本市场的变化进行定价。当两种融资工具对债券或者股票的定价差异过大，针对资本结构的套利就会使差异减少，直至两者趋同，期权溢价为0。

## 应用
由于真实市场往往有悖于有效市场假说的特点，因此资本结构在大量研究中被认为和公司的公司价值存在相关性。这种相关性的存在也促进了一种假说的提出和觀察研究：企业的最优资本结构，这一学说在权衡理论实证结果显著的市场上得到了一定的发展，但其结果的可重复性备受争议。

## 关联条目
- 公司金融学
- 资本资产定价模型
- 权衡理论
- 代理成本理论
- 财务比率